# 二元論
二元論（にげんろん、dualism）とは、世界や事物の根本的な原理として、それらは背反する二つの原理や基本的要素から構成される、または二つからなる区分に分けられるとする概念のこと。例えば、原理としては善と悪、要素としては精神と物体など。二元論的な考え方は、それが語られる地域や時代に応じて多岐に渡っている。二元説とも言われるが、論理学における矛盾原理および排中原理とは異なる。
言説が多岐に渡る理由は論点の相違に求められる。古くは存在論の解釈手段であり、論の一部であったと言える。存在論は古くから客観的（今日的には科学的）態度で記述するか、主観的態度で記述するかの違いがあった。前者はさらに通時的に原因論（因果論）で捉える場合と、共時的に位相論（位相空間論）的に捉える場合とに分かれる。後者も精神と物質のような微視的な視点と、自己と宇宙のような巨視的な視点に分かれる。
それらが玉石混淆で論議されてきたため、時代が下るにつれて善悪二元論のような人間社会的な二元論に陥ってしまったと言える。

## 東洋

### 仏教
1966年、仏教学者のエドワード・コンツェはメディアン会議において、アイザック・ヤコブ・シュミットの初期の提案を受けて執筆された論文「Buddhism and Gnosis」の中で、大乗仏教とグノーシス主義との現象学的な共通点を指摘している。克服されずに残っている、あるいは克服するためには特別な霊的知識を必要とする邪悪な傾向の存在を釈迦が説く限りにおいて仏教は、「反宇宙論」・「反宇宙的二元論」で知られているグノーシス主義の一派だとしている。
グノーシス主義は物理的世界、肉体的世界から「霊的知識・認識」によって救済されるとする反宇宙的二元論、極端な霊肉二元論をとる。人間が肉体、宇宙等の非本来的なものによって阻害されているという反宇宙的二元論の立場から、物理的な宇宙を超える超越的存在と人間の本来的自己の本質的同一の「認識」を救済とみなす。コンツェの8つの類似点に基づいて、ホーラーは解放のための洞察であるグノーシスとジュニャーナ、智慧をソフィアと般若として擬人化すること、洞察力の欠如であるアグノーシスと無明によって、この世に閉じ込められるなどの類似点を挙げている。
仏教の宇宙論では極楽、東方浄瑠璃世界、妙喜世界、八大地獄、十界等の物理的宇宙には存在しない複数の超越的世界を規定することがある。密教におけるパーターラ等もある。

### 古代インド
古代インドにおいては、自我を自己の内部に追求し、呼吸や思考や自意識の背後に心臓に宿っている親指の大きさのプルシャを想定し、アートマンとこれを呼び、現象界の背後にある唯一の実在をブラフマンと呼んだ（アートマンとブラフマンの二元論）。だが、このアートマンとブラフマンの二元論は、小宇宙と大宇宙の照応観念を背景としたウパニシャッドの神秘主義的なウパーサナ（upasana、同置）の直感のなかで、アートマン=ブラフマン（梵我一如、ぼんがいちにょ）として、一元論に還元されることになった。
サーンキャ学派 は、人間に内在するアートマンの超越性を強調し、精神原理のプルシャと物質原理のプラクリティを抽出し、体系的な二元論を構築した。その体系は、普遍のプルシャと結合したプラクリティから、統覚機能、自我意識、思考器官、10器官、5微細元素、5粗大元素へと分かれる、25原理の図式を備えている。これを今述べた順に降下する方向で理解すると宇宙論となる。反対に上る方向で辿ると、ヨーガの深化に対応する、人間存在が備えている重層的な主観/客観の二元論構造を示すことになる。つまり、精神/外界、思考/対象、自我意識/表象、意識/無意識、自我/非自我といった二元論の広いテーマを内包している。さらに究極の二元はプルシャの解脱のために結合し、世界を開展するとされる。目的論的に結合する。この二元は、さらに高次の存在により統合される一元論を内に孕んでいる。
『バガヴァッド・ギーター』においては、サーンキャ学派の二元論をベースとしつつ、クリシュナ神が至高の存在と宣言される。また、タントラにおいても、シヴァ神とシャクティ神妃という二元が合一し、一元となることで解脱する。
神秘主義（神秘論）においては、世界を大きく二つの範疇（分類）に分けて認識・理解するという人間の性質を意味している。例えば、人が木を認識する際に、周りの木でないものと分かつものとして木を認識する、また世界と自己を分かつものとして、自己を理解するということである。

### 陰陽思想

太極図

中国を中心に発達した陰陽思想では、世界は陰と陽の二つの要素から成り立っていると考える。具体的には光と闇、昼と夜、男と女、剛と柔などにそれぞれ陽と陰の属性が対応すると考えられた。この場合二つは必ずしも対立することを意味せず、むしろ調和するもの、調和すべきものと捉える。そして、一元化はしない。そういう点では善悪二元論に陥りがちな、一神教が唱える究極的には一元化するものと考える二元論とは、大きく違っている。

## 西洋など
3000年前より始まり現在も信仰されているゾロアスター教や、すでに消滅したグノーシス主義、それらから影響を受けたマニ教、ボゴミール派、カタリ派などの宗教は、二元論的である。

### 神学における二元論
神学における二元論は、世界における二つの基本原理として、例えば善と悪というようなお互いが背反する人格化された神々の存在に対する確信という形で現れている。そこでは、一方の神は善であり、もう一方の神は悪である。また、秩序の神と混沌の神として表されることもある。
3世紀、キリスト教徒の異端者であったシノペのマルキオンは、新約聖書と旧約聖書はそれぞれ背反する二つの神の御業だと考えた。

### 心の哲学における二元論
心の哲学における二元論は、まったく異なる種類のものとして認識される、心（精神）と物質の関係についての見方を示すものである。このような二元論はしばしば心身二元論とも呼ばれる。
これと対照をなすものとして、心も物質も根本的には同じ種類のものだとする一元論がある。
歴史的に最も有名な二元論としてデカルトの実体二元論がある。この時代の二元論は、法則に支配された機械論的な存在である物質と、思推実体や霊魂などと呼ばれる能動性をもつ（つまり自由意志の担い手となりうる）なにものかを対置した。
現代の心の哲学の分野における二元論はデカルトの時代のものや心身相互作用説とは大きく変化しており、物理的なものと対置させるものとして、主観的な意識的体験（現象意識やクオリア）を考える。その上で性質二元論または中立一元論的な立場から議論を展開する。こうした立場の議論で有名なものとして例えば、デイヴィッド・チャーマーズの自然主義的二元論、コリン・マッギンの新神秘主義などがある。
現代の文脈でこうした二元論と対立するのは物的一元論、つまり唯物論、物理主義などと呼ばれる立場である。有名な立場として同一説、機能主義、表象説、高階思考説などがある。

### 科学哲学における二元論
西洋の科学哲学における二元論は、物事を主体（観察者）と客体（被観察者）の二つに分けて論じる方法を言う場合が多い。
批判者は、このような二分法をその科学における致命的な欠点だとしている。また社会構築主義の文献では、この方法が主体と客体の相互作用に影響して、それをより複雑なものにしてしまう可能性があると述べられている。

## 関連書
- 村上真完『サーンクヤの哲学 - インドの二元論』平楽寺書店、1982
- ペトルマン『二元論の復権―グノーシス主義とマニ教』教文館、1985
- 宮元啓一『インドの「二元論哲学」を読む』春秋社、2008

- Hoeller, Stephan A. (2012), Gnosticism: New Light on the Ancient Tradition of Inner Knowing, Quest Books
- 小学館「グノーシス派」『日本大百科全書(ニッポニカ)』小学館、コトバンク、2021a。 日本大百科全書(ニッポニカ)『グノーシス派』 - コトバンク
- ブリタニカ・ジャパン「グノーシス派」『ブリタニカ国際大百科事典 小項目事典』ブリタニカ・ジャパン、コトバンク、2021a。 ブリタニカ国際大百科事典 小項目事典『グノーシス派』 - コトバンク
- 小学館「グノーシス」『日本大百科全書(ニッポニカ)』小学館、コトバンク、2021b。 日本大百科全書(ニッポニカ)『グノーシス』 - コトバンク
- Conze, Edward (1967), “Buddhism and Gnosis”, in Bianchi, U., Origins of Gnosticism: Colloquium of Messina, 13–18 April 1966
- Verardi, Givanni (1997), “The Buddhists, the Gnostics and the Antinomistic Society, or the Arabian Sea in the First Century AD”, AION 57 (3/4):  324–346